# Dwarf Fortress
Dwarf Fortress (abrégé DF), anciennement Slaves to Armok: God of Blood - Chapter II: Dwarf Fortress, est un jeu vidéo indépendant créé par Tarn et Zach Adams. À la fois jeu de gestion et roguelike, le jeu situe son action dans un univers médiéval-fantastique généré aléatoirement. En développement depuis 2002 et accessible gratuitement depuis 2006, le jeu est principalement financé par les donations de sa communauté, puis mis en vente sur Steam en 2022.
Le mode de jeu principal met le joueur aux commandes d'un groupe de nains pionniers, sans objectif défini autre que celui de survivre. Le jeu est connu pour sa complexité d’accès, à la fois appréciée et critiquée, et ses rapports de parties écrits par les joueurs. Il a notamment été intégré au sein du Museum of Modern Art en 2012 dans une collection consacrée à l'histoire du jeu vidéo.

## Système de jeu
Dwarf Fortress est un jeu comportant des éléments de gestion/stratégie et de jeu de rôle sous la forme de modes de jeux séparés. En développement continu depuis 2006, le jeu est connu pour sa difficulté et la complexité apparente de sa courbe de progression et est en évolution continue. Le jeu peut être considéré comme un sandbox, ne donnant pas d'objectifs précis au joueur. Chaque partie a lieu dans un univers généré aléatoirement au préalable.
Le jeu se propose plusieurs modes de jeux. Le mode « Dwarf Fortress » (« Forteresse ») éponyme donne au joueur le contrôle d'un groupe de pionniers nains devant s'établir dans une région de son choix. Le mode « Adventure » (« Aventure ») fait du joueur un aventurier seul en monde ouvert. Le mode « Legends » (« Légendes »), généralement considéré à part,  sans composante ludique, donne la possibilité de consulter l'Histoire d'un monde généré.
Les contrôles se font principalement au clavier, même s'il est possible d'installer des add-ons pour ajouter le support de la souris. L'affichage est principalement textuel, en caractères ASCII à la façon des roguelikes traditionnels mais peut être modifié par le biais de packs de textures. Dans ses deux modes de jeux principaux, le jeu se joue en vue aérienne, la majeure partie de l'interface étant accessible par le biais de raccourcis clavier.

### Génération du monde
Pour jouer à l'un des modes de jeu proposés, il est nécessaire de créer un monde. La topographie du monde, l'emplacement des différentes civilisations (nains, humains, elfes et autres gobelins), leurs histoires et personnages importants, les diverses divinités, ainsi que des éléments culturels, comme des poèmes ou des livres, sont générés de façon procédurale. Les paramètres de la génération peuvent être modifiés par le joueur de façon extensive.
Les caractéristiques du monde ainsi créé ont des conséquences directes sur l'expérience de jeu, notamment par le biais de l'équipement de départ disponible ou de la situation géopolitique entre les diverses factions. Il est également possible de croiser des figures historiques ou les artefacts générés au sein du monde lors de sa partie.
L'univers dans lequel le joueur évolue continue à se développer pendant la partie. Ainsi, il est possible d’interagir avec le monde du jeu et d'observer les répercussions de ces événements dans les parties suivantes, peu importe le mode de jeu.

### Mode Forteresse
Lorsque le joueur commence une première partie de Dwarf Fortress, un monde est créé aléatoirement. Plusieurs régions, comprenant rivières, villages, montagnes, faune et flore, ainsi qu'un climat spécifique sont créées. Le joueur choisit alors sur quelle région il installe son campement de nains, en fonction de tous les éléments cités ci-dessus : dureté du climat (chaud ou froid), importance des animaux sauvages, etc. Une fois ce choix fait, le joueur a alors sept nains à sa disposition, qu'il peut spécialiser dans différents métiers (mineur, chasseur, fermier, etc.). Il peut ensuite choisir les provisions et matériels qu'il décidera d'apporter avec lui au début de la partie.
Une fois ces choix faits, le joueur peut, à l'aide d’ordres indirects, diriger ses nains afin de créer une forteresse. Il est par exemple possible de désigner des cases à creuser ou de choisir des objets à fabriquer. Un système de rôles, activables individuellement pour chaque nain, permet de leur attribuer différentes responsabilités selon leurs compétences voire leur caractère. Les nains possédant le bon rôle vont automatiquement réaliser les différentes tâches indiquées par le joueur, à condition qu'outils et matières premières soient disponibles.
Le premier défi consiste à créer une forteresse capable de subvenir aux besoins primaires des nains : nourriture, alcool, lits. Sans cela, les nains tombent rapidement dans la folie, refusant d'obéir et allant même jusqu'à s’entre-tuer.
Une fois cette première difficulté passée, le joueur a le choix de développer différents métiers : métallurgie et joaillerie (notamment grâce aux ressources qu'il trouvera en creusant : minerais et pierres précieuses), agriculture, textile ou ameublement. Son but est d'améliorer le confort des nains ou d'assurer la survie de la forteresse. En effet, les nains doivent se défendre contre des animaux sauvages (de la surface ou des profondeurs), des armées envoyées par les civilisations ennemies ou des créatures maléfiques. Il est pour cela possible de former une armée et de fabriquer de l'équipement militaire.
La forteresse naine est aussi en contact avec sa propre civilisation et les civilisations alliées. Le joueur verra donc arriver régulièrement des migrants nains venant renforcer sa main d’œuvre et recevra la visite de caravanes marchandes lui permettant d'échanger les biens qu'il a produits et éventuellement de se procurer ce qui lui manque, voire d'ouvrir sa forteresse à la diplomatie avec les races évoluées, comme les humains, ou à la guerre avec les races « sauvages », comme les kobolds, les gobelins et les elfes.

### Mode Aventure
Dans le mode « Adventure », le joueur contrôle un seul nain, humain, elfe ou autre, et son seul but est de survivre. Le joueur recevra des quêtes, consistant principalement à tuer des monstres ou bandits menaçant les villageois.
Le mode est axé sur l'exploration et l'interaction avec le monde : il est ainsi possible de visiter ou d'assaillir différents lieux, dont les forteresses abandonnées par le joueur dans le mode forteresse.
La progression du personnage repose sur un système de compétences, comme le port du bouclier, le maniement de plusieurs types d'armes, la lutte, la nage, l'esquive, la précision..., et sur une liste assez longue d'attributs (force, endurance, constitution, sens spatial, créativité...).  L'attribution initiale des compétences déterminera l'équipement de départ, mais il est possible d'en acheter dans les magasins des villages humains. Le joueur peut aussi rejoindre des groupes d'aventuriers en demandant aux villageois de le rejoindre dans l'aventure.

## Réception
La difficulté apparente de Dwarf Fortress, ses composantes aléatoires et son aspect bac à sable lui donnent une réputation de jeu destiné à un public de joueurs passionnés et est à l'origine de nombreux mèmes, en dehors et au sein de la communauté des fans. Le plus connu d'entre eux, la phrase « Losing is FUN! » (« Perdre c'est MARRANT ! »), devenue devise officieuse de la communauté, célèbre le plaisir de certains joueurs devant le chaos et les situations absurdes les ayant menés à leurs défaites.
Le jeu a tout de même bénéficié d'une couverture médiatique de la presse spécialisée dès 2010, présenté comme un des meilleurs jeux gratuits disponibles sur PC, notamment par des articles de PC Gamer, Kotaku ou Rock, Paper, Shotgun.
Son intégration au sein de la collection permanente du Museum of Modern Art aux côtés de jeux comme Eve Online ou Myst contribuera également à sa renommée.
Le site Jeuxvideo.com a donné l'avis « Très bon » au jeu. Sa note Metacritic est de 7.9/10.

## Diffusion et financement
Le jeu n'ayant pendant des années pas fait l'objet d'une distribution commerciale ou de campagne publicitaire, le développement de sa communauté s'est principalement fait par le biais des joueurs eux-mêmes.
Le jeu est finalement mis en ligne sur Steam le 6 décembre 2022. Dès le premier jour, 160 000 copies sont vendues. Au cours de la semaine, le jeu s'écoule à près de 300 000 exemplaires. 

## Développement
Dwarf Fortress est développé par les frères Zach et Tarn Adams, en continu depuis 2004, la première version alpha sortant le 8 août 2006.
La dernière version est téléchargeable gratuitement sur le site officiel.

### Anciennes versions (v0.23.130.23a et antérieures)
Les versions du jeu antérieures a la version 0.27 se distinguent principalement par le fait que la zone de jeu ne possède qu'un seul niveau (d'où l’appellation « version 2D ») et par le fait que chaque région suit le même schéma de construction.
En effet, ces versions sont sorties avant l'apparition de mécanismes permettant de changer de niveau, et d'un monde simulé en trois dimensions. Les forteresses se développent donc, non pas vers le bas, mais vers la droite. La construction de méga-projets est donc différente dans ces versions, ayant plus de restrictions sur les constructions. Par contre, avant le passage au monde en 3D, un système d'éboulement était présent : un espace vide de plus de 7 × 7 risque de s’effondrer, piégeant les nains pris dans l'éboulement.
Une autre caractéristique importante de ces versions est la forme standardisée de l'espace de jeu. Chaque région où le joueur peut s'installer suit le même schéma. Tout d'abord, sur la gauche de la zone de jeu se trouve une plaine, traversée par une rivière. Puis se trouve une falaise verticale en travers de la zone, de bas en haut. Les joueurs sont donc obligés de creuser vers la droite. En s'enfonçant, on peut ensuite trouver une rivière souterraine, suivie par un gouffre, une rivière de lave, un second gouffre et enfin, un mur d'adamantine, représentant la fin de la carte. À mesure que le joueur creuse plus profond, la quantité de minerais augmente, et l'adamantine (métal fictif similaire au mithril de Tolkien) ne se trouve qu'à l’extrême droite du monde, forçant l'avancée du joueur désirant la richesse. Après avoir creusé dans l'adamantine, la forteresse a, à chaque changement de saison, une chance de disparaître, le jeu disant que les nain ont creusé trop profondément.

### Version 0.27.169.32a à 0.28.181.40d
À partir de cette version, le jeu possède une troisième dimension dans son gameplay, permettant de construire sur plusieurs niveaux. Le joueur peut changer l'étage affiché, mais un seul peut l'être à la fois.
Ce changement a été accompagné par de nombreux autres. Ainsi, plusieurs types de bâtiments son apparus pour accommoder ces nouveaux étages (escaliers, rampes, grilles sur le sol…). Les éboulements ont disparu, laissant place à un système bien plus simple où seul des blocs complètement détachés du reste du monde peuvent s’effondrer. Le format standard de l'espace de jeu a disparu, remplacé par un monde dépendant de l’univers créé en début de partie, pouvant contenir des falaises, collines, ravins, déserts, côte… Par contre, aucune garantie n'existe quant à la présence de différents éléments, comme une rivière pour de l'eau potable ou d'adamantine.
Du fait de la disparition de la garantie d'adamantine, la condition de disparition de la forteresse a disparu elle aussi. Creuser trop profond a ainsi moins d'impact, même si la possibilité existe toujours d'atteindre une poche de démons en profondeur, pouvant facilement mettre à genoux une forteresse mal préparée.

### Versions 0.31.01 à 0.34.11
La version 0.31.01 est sortie le 1er avril 2010, et a apporté de nombreuses modifications dans le gameplay, approfondissant encore le jeu.
De nombreux éléments ont été ajoutés, tels l'humeur des personnages, leurs aspirations, leurs affinités, leurs objectifs, de nouveaux métiers, le système de soins amélioré, etc.

### Version 0.40.01 à 0.40.24
La version 0.40.01, sortie le 8 juin 2014, est la première mise à jour publiée depuis plus de deux ans (la version 0.34.11 a été publiée le 4 juin 2012). Elle apporte de nombreuses améliorations, corrige un grand nombre de bugs et est suivie par plus de 20 autres mises à jour mineures avant la fin de l'année.

### Version 0.42.xx
Un nouveau cycle de mise à jour commence le 1er décembre 2015, avec la version 0.42.01. Cette mise à jour ajoute un système de transmission des savoirs et de l'art (danse, poésie, chant, musique) et l'apparition de temples, tavernes, et bibliothèques. Comme précédemment, cette mise à jour est suivie de plusieurs autres (version 0.42.06 au 17 janvier 2016) apportant des corrections de bugs.

### Version 0.44.xx
C'est un autre cycle qui commence le 22 novembre 2017, avec la version 0.44.01. Les innovations sont tout un système d'artéfacts, que les civilisations/forteresses peuvent créer, collecter, exposer dans des musées, envoyer des voleurs et quelquefois des expéditions de monomythe pour retrouver leur perte d'artéfacts.

### Version 0.47.xx
Un autre cycle débute le 29 janvier 2020 avec la version 0.47.01. Les innovations de celle-ci sont l'introduction de personnages non-joueurs (PNJ) comme agents et méchants, de nombreux nouveaux évènements lors de la génération du monde, de nouveaux sites comme des monastères, des forts ou des châteaux, l'introduction d'organisations telles que des religions organisées ou des guildes pouvant être formées lors la génération du monde ou dans le mode forteresse où elles peuvent demander des locaux et fournir des services à leurs membres, ainsi que la possibilité d'adopter des animaux de compagnie et des montures dans le mode aventure.

### Version 50.xx et sortie sur Steam et itch.io
En mars 2019, les frères Adams annoncent qu'ils sortiront une version payante de Dwarf Fortress sur Steam et itch.io, publiée par Kitfox Games, comprenant de nouveaux graphismes et musiques. Tarn Adams annonce que cela n'affectera pas la version gratuite du jeu, mais qu'à cause de leur situation familiale à l'époque et de la baisse des revenus sur Patreon, ils voulaient trouver un autre moyen de monétiser le jeu. Cette version payante sort le 6 décembre 2022. Ses principales innovations sont de nouveaux graphismes en pixel art, de nouvelles musiques, une refonte totale de l'interface utilisateur, une jouabilité complète à la souris, ainsi que des tutoriels intégrés. De plus, la version sur Steam supporte le Steam Workshop, permettant aux utilisateurs de partager leurs modifications du jeu. D'autres éléments sont retirés temporairement, notamment le mode aventure qui sera réintroduit dans la version stable du jeu le 23 janvier 2025 avec la version 51.02[réf. souhaitée].
Peu après la sortie de cette version, les frères Adams annoncent l'intégration d'une troisième personne à l'équipe de Dwarf Fortress, un membre de la communauté appelé Putnam, en tant que développeuse et community manager.
À partir de la version 50.01, les développeurs ont opté pour un nouveau schéma de version sans le « 0. ». Tarn et Zach Adams ont dressé une liste des fonctionnalités que le jeu devrait avoir avant la version 1.0, et le numéro de version est le pourcentage d'avancement avant son achèvement.
En avril 2025, la version 51.11 est la dernière en date. Sur Steam, la version payante propose une branche bêta du jeu, disponible depuis le 17 avril 2024, qui réintroduit notamment le mode aventure avant la version publique, et sur laquelle est expérimenté un système de scripts en Lua[source secondaire souhaitée].